# Волфганг фон Глайхен-Бланкенхайн
Волфганг фон Глайхен-Бланкенхайн (на немски: Wolfgang von Gleichen-Blankenhain; † 28 май 1551) е граф на Глайхен-Бланкенхайн-Еренщайн.

## Произход
Той е син на граф Карл I фон Глайхен-Бланкенхайн († 1495) и съпругата му графиня Фелицитас фон Байхлинген († сл. 1498/1500), дъщеря на граф Йохан фон Байхлинген († 1485) и Маргарета фон Мансфелд († 1468). Внук е на граф Лудвиг I фон Глайхен-Бланкенхайн († 1467) и втората му съпруга Катерина фон Валденбург († 1494). Майка му се омъжва втори път 1498 г. за граф Ернст IV фон Хонщайн-Клетенберг († 1508). Брат е на Лудвиг II († 28 май 1551), граф на Глайхен-Глайхен-Кранихфелд.
Волфганг фон Глайхен-Бланкенхайн умира на 28 май 1551 г. и е погребан близо до Заалфелд.

## Фамилия
Волфганг се жени на 20 януари 1502 г. за Магдалена цу  Дона (* пр. 1490; † 1552), дъщеря на Ханс II фон Дона, господар на Антайл, Ауербах-Верда († 1516) и Катарина фон Таутенбург (сестрата на бургграф Бернхард фон Таутенбург). Те имат две дъщери:
- Магдалена фон Глайхен-Бланкенхайн († сл.1535)
- Анна фон Глайхен-Бланкенхайн († 21 юни 1545), омъжена между 1521 и 1524 г. за граф Йобст II фон Хоя († 25 април 1545), син на граф Йобст I фон Хоя († 1507) и Ермгард фон Липе († сл. 1524)